# Federico Ferrari Orsi
Federico Ferrari Orsi, italijanski general, * 1886, † 1942.